# Okres Vranov nad Topľou
Vranov nad Topľou is een district (Slowaaks: Okres) in de Slowaakse regio Prešov. De hoofdstad is Vranov nad Topľou. Het district bestaat uit 2 steden (Slowaaks: Mesto) en 66 gemeenten (Slowaaks: Obec).

## Steden
- Hanušovce nad Topľou
- Vranov nad Topľou

## Lijst van gemeenten
| - Babie - Banské - Benkovce - Bystré - Cabov - Čaklov - Čičava - Čierne nad Topľou - Davidov - Detrík - Dlhé Klčovo - Ďapalovce - Ďurďoš - Giglovce - Girovce - Hencovce - Hermanovce nad Topľou - Hlinné - Holčíkovce - Jasenovce - Jastrabie nad Topľou - Juskova Voľa | - Kamenná Poruba - Kladzany - Komárany - Kučín - Kvakovce - Majerovce - Malá Domaša - Matiaška - Medzianky - Merník - Michalok - Nižný Hrabovec - Nižný Hrušov - Nižný Kručov - Nová Kelča - Ondavské Matiašovce - Pavlovce - Petkovce - Petrovce - Piskorovce - Poša - Prosačov | - Radvanovce - Rafajovce - Remeniny - Rudlov - Ruská Voľa - Sačurov - Sečovská Polianka - Sedliská - Skrabské - Slovenská Kajňa - Soľ - Štefanovce - Tovarné - Tovarnianska Polianka - Vavrinec - Vechec - Vlača - Vyšný Kazimír - Vyšný Žipov - Zámutov - Zlatník - Žalobín |

Okres Bardejov · Okres Humenné · Okres Kežmarok · Okres Levoča · Okres Medzilaborce · Okres Poprad · Okres Prešov · Okres Sabinov · Okres Snina · Okres Stará Ľubovňa · Okres Stropkov · Okres Svidník · Okres Vranov nad Topľou